# 假合恩角

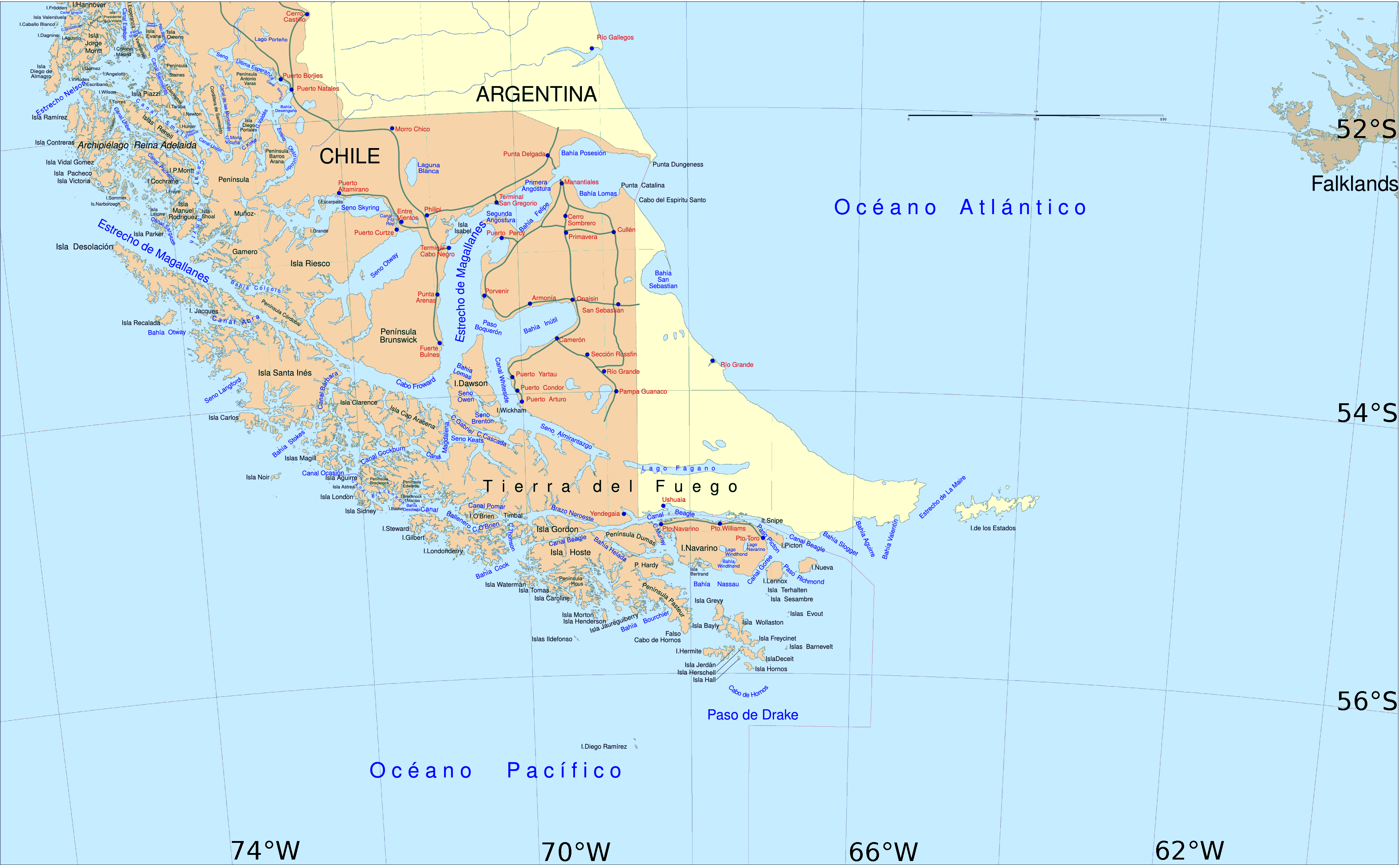
合恩角周围的岛屿 ，西北方為假合恩角。

55°43′37″S 68°03′16″W / 55.72694°S 68.05444°W
假合恩角（英語：False Cape Horn）是一个智利奧斯特島南端的海岬，位于合恩角西北方35英里(56 公里)。靠近南美大陸的假合恩角是火地群島大型島嶼群的最南端。
1850到1900年間，至少100艘船隻沉沒在合恩角附近地区。 通過火地群島区域可以透過三條航海路线：德瑞克海峽(直接繞經合恩角的路線)，麦哲伦海峡和比格尔海峡。雖然三條路線都具危险性，但只有德雷克海峽提供近乎无限大的机动空间，是一條首选途径。由于该地区位處的西风带，假合恩角是一个背風岸，从西側乍看酷似于真正的合恩角南部。如果一艘船向南行駛時，官員和船員看到右舷船頭有陸地，幾乎沒有機會及時停下或轉彎甚至减速，從而避免在伍拉斯頓群島上造成事故。这種错误引起的几次沉船事故。
行政區劃方面，假合恩角隸属於麥哲倫-智利南極大區的智利南極省，是合恩角自治市的一部分。